# Чернышкино (Назаровское сельское поселение)
В Рыбинском районе есть ещё одна деревня с таким названием, в Арефинском сельском поселении.
Чернышкино — деревня в Шашковской сельской администрации Назаровского сельского поселения Рыбинского района Ярославской области .
Деревня расположена на центре обширного поля, расположенного к востоку от центра сельского поселения Шашково. К северу и востоку от деревни мелиоративные канавы, служащие истоками реки Жидогость, а на западе реки Карановская. проходит дорога, которая к северо-западу на расстоянии около 1 км выходит к деревне Дроздово, а к юго-востоку к деревням Куликово и Паулино .
На 1 января 2007 года в деревне Чернышкино  не числилось постоянных жителей . Деревню обслуживает почтовое отделение, расположенное в посёлке Шашково .